# Nura bint 'Abd al-Rahman Al Sa'ud
Nūra bint ʿAbd al-Raḥmān bin Fayṣal Āl Saʿūd (in arabo نورة بنت عبد الرحمن بن فيصل آل سعود‎?; Riad, 1875 – Riad, luglio 1950) è stata una principessa saudita, sorella maggiore di re ʿAbd al-ʿAzīz.

## Primi anni di vita
La principessa Nūra è nata a Riad nel 1875 ed era figlia dell'emiro ʿAbd al-Raḥmān bin Fayṣal Āl Saʿūd e sorella maggiore di re ʿAbd al-ʿAzīz.

## Relazioni con i famigliari e attività
Il re e Nūra erano molto vicini l'uno con l'altra. È noto che in diverse occasioni, il sovrano si è identificato in pubblico proclamando: "Io sono il fratello di Nūra." Anche Muḥammad bin ʿAbd al-Raḥmān, un altro dei suoi fratelli minori, utilizzava talvolta la stessa espressione.
Taluni hanno affermato retoricamente che la principessa aveva "la mente di 40 uomini" e che era dotata di grande saggezza. Ha incoraggiato il fratello nel riconquistare il dominio del paese natio, quando la famiglia era in esilio in Kuwait. Inoltre, stata una delle poche donne arabe della sua epoca che hanno imparato a leggere e scrivere. La sua personalità carismatica e le forti idee politiche hanno portato il fratello a chiedere il suo parere in molte questioni cruciali. Alla fine, è diventata uno dei suoi principali consiglieri, il fratello infatti metteva in esecuzione i suoi suggerimenti quando era in grado di farlo. Era conosciuta anche per l'essere molto progressista e senza peli sulla lingua. Ad esempio, quando è stato introdotto nel paese il telefono, molti religiosi islamici lo hanno rifiutato, ritenendo che potesse essere uno strumento del diavolo; lei invece ha attivamente sostenuto il suo uso e affermato che si trattava di un fantastico dispositivo e che non si sarebbe stati in grado di vivere senza. Inoltre ha svolto un ruolo importante nell'insegnare ai suoi nipoti il sistema di norme sociali. Si dice che ogni volta che uno di essi da bambino si comportava male, il re li inviava dalla loro zia per disciplinarli. Inoltre Noura è stata una pioniera nelle attività di beneficenza e fondatrice del primo programma caritatevole per i poveri e gli orfani il paese.
La britannica Violet Dickson incontrò Nūra nel 1937 e dichiarò che in quel periodo era la personalità più carismatica e importante della Penisola araba. La principessa Alice, contessa di Athlone, della famiglia reale britannica, che ha visitato l'Arabia Saudita nel 1938, ha incontrato anche la principessa e la ha descritta come segue: "Nūra, ha circa sessanta anni e ha detto di essere la sua consigliera principale [del re], una bella, bella donna".

## Vita personale
Nūra bint ʿAbd al-Raḥmān ha sposato Saʿūd bin ʿAbd al-ʿAzīz bin Saʿūd bin Fayṣal, nato a Riyad nel 1882 e morto nel 1989. Il marito apparteneva al ramo Āl Kabīr dell'Āl Saʿūd, costituito dai discendenti di Saʿūd bin Fayṣal, fratello maggiore del padre, ʿAbd al-Raḥmān. Saʿūd bin Fayṣal ha regnato sul Najd dal 1871 al 1875.
Nel 1903, il ramo dell'Āl Kabīr ha cominciato a mettere in discussione il diritto a governare di ʿAbd al-ʿAzīz e si è rifugiato presso le tribù di Ajman. In seguito il re ha graziato Saʿūd Āl Kabīr, il più potente membro superstite della famiglia. Saʿūd Āl Kabīr ha poi sposato la principessa Nūra. In altre parole, la fedeltà al sovrano è stata garantita dal suo matrimonio con la sorella del monarca. Da allora, i membri del ramo Āl Kabīr pur essendo influenti, sono stati per lo più tenuti lontano dal potere politico. D'altra parte, Saʿūd Āl Kabīr ha servito come governatore della provincia di al-Qasim dopo la fondazione dell'Arabia Saudita, nel 1932.
Nūra ha dato alla luce Muḥammad, Ḥaṣṣa e al-Jawhara. Sua figlia, al-Jawhara, è stata la prima moglie di re Fayṣal, insieme hanno avuto una figlia, Munira. Il nipote di Nūra, Sulṭān bin Muḥammad bin Saʿūd Āl Kabīr, è imprenditore ed è stato il 12° uomo più ricco del mondo arabo nel 2013.

## Morte
Nūra è morta nel luglio 1950, pochi anni prima di re ʿAbd al-ʿAzīz, ed è stata sepolta nel cimitero al-'Ud di Riad.

## Eredità
Nel 2008, re ʿAbd Allāh le ha dedicato l'Università Principessa Nūra. Questo ateneo femminile è considerato uno dei più grandi del suo genere ed è in grado di ospitare 50 000 studentesse. L'università riflette l'apprezzamento di re ʿAbd Allāh per la figlia maggiore del nonno.